# Силфид
Силфид (фр. La Sylphide) је један од најпознатијих балета. Често се меша са Les Sylphides, другим балетом сличног имена, у ком се исто појављују шумске виле (sylph). То су једине сличности ова два балета.

## Верзије
Постоје многе верзије овог балета:
- Оригинална верзија, по кореографији Филипеа Таглионија (итал. Filippo Taglioni) 1832. са својом ћерком Мари Таглиони (итал. Marie Taglioni) у главној улози, док је музику компоновао Jean-Madiliene Schneitzhoeffer.
- Најпознатија верзија, урађена 1836. по кореографији August Bournonvilleна музику Herman Severin Løvenskiold. Bournonville је у почетку желео да поново оживи Таглионијеву оригиналну верзију, али је Париска Опера захтевала да се повећа успех претходне верзије. Стога Bournonville је поставио балет у сопственој продукцији уз оригинални либрето али са новом музиком.
- Маријус Петипа (фр. Marius Petip) је поново поставио Таглионијев балет 1892. са музиком Рикарда Дрига (итал. Riccardo Drigo).
- Верзија Пјера Лакота (фр. Pierre Lacotte) 1972.

## Синопсис

### Први чин
Балет Силфид се отвара сценом у којој млади Шкот, Џејмс, спава у фотељи крај камина. Силфид, или шумска вила, се појављује и игра испред њега, гледа га љупко и чини да се Џејмс мешкољи у свом сну. Шумска вила нестаје када се Џејм пробуди. Затим, он буди свог пријатеља, Гурна, који је спавао у ћошку и пита га да ли је видео шумску вилу. Гуран подсећа Џејмса да ће за пар сати бити ожењен. Џејмс потискује догађај и обећава да ће заборавити исти.
ЕФи, Џејмсова будућа млада, са својим деверушама, примећује Џејмсову одсутност. Џејмс је љуби али сенка у углу му одвлачи пажњу. Мислећи да се његова вила вратила, он брзо креће ка ћошку али пред њега искаче стара врачара Магда. Џејмс је разочаран и бесан док је осталима дати догађај забаван.
Ефи моли Магду да јој преорекне судбину, и врачара јој са уживањем говори да Џејмс воли неку другу. То само повећава Џејмсов бес и он избацује стару врачару из куће. Ефи је задовољна што се Џејмс посвађао са старицом бранећи њихову љубав.
Она са деверушама одлази на спрат како би се припремиле за венчање а Џејмс остаје сам у соби. Он зури у прозор и вила се опет мистериозно појављује и игра пред њим изјављујући му љубав. Џејмс покушава да се одупре али бива заробљен њеном лепотом и љуби је. Грун, који се крио у углу и шпијунирао, одлази код Ефи и говори јој шта се десило. 
Међутим, када сиђу са спрата, вила нестаје. Сада сви мисле да је Гурн љубоморан на Џејмса а венчање се наставља. Док Џејмс игра са Ефи, вила са појављује и једино он може да је види. Она ккопира Ефине кораке само високо у ваздуху а Џејмс свим снагама покушава да прати обе девојка. Гости су збуњени његовим необичним понашањем, али сам чин венчања почиње и нико нема времена да га било шта пита. 
Све бива у реду до тренутка када Џејмс треба да узме прстен и да га стави на Ефин прст. У том тренутку открива да је прстен украла љубоморна вила. Вила наговорава Џејмса да пође са њом у шуму. Он је слуша и одлази, остављајући Ефи.

### Други чин
Други чин почиње сценом врачаре у шуми током ноћи. Стара Маглда и још пар вештица кувају прозрачну мараму у магичном казану. Магла која се диже и сада се налазимо на дивном пропланку. Улази Џејм заједно са Силфид која му показује своје краљевство. Она му доноси бобице и воду али бежи му када крене да је ухвати. Како би га развеселила, позива своју сестру и шумско поље се пуни вилама које играју свој ваздушаст плес а Џејмс им се придружује уживајући у забави.
У међувремену, фармери су кренули да траже Џејмса. Гурн проналази његов шешир али га Магда убеђује да ћути. Гурн проси разочарану Ефи и она пристаје да се уда за њега. 
Џејмс се појављује тек након што сви оду. Магда му даје мараму која ће му донети Силфид и онемогућити да му побегне. Џејмс је одушевљен марамом као и Силфид која му дозвољава да јој стави мараму преко рамена.
Истог тренутка Силфидина крила отпадају и она умире. Ефино и Гурново венчање се може видети у позадини сцене док Силфидина сестра подиже мртво вилино тело. Џејмс пада мртав а Магда ликује. Зло тријумфује

## Профили улога
- Џејмс Рубен –млади шкотски сељак верен са Ефи али је напушта како би пратио шумску вилу.
- Силфид- вила ваздуха и шуме која је заљубљена у Џејмса.
- Гурн- Џејмсов ривал који је заљубљен у Ефи.
- Стара Магда- сеоска пророчица која даје Џејмсу отровни шал како би му се осветила што ју је избацио из куће.